# Вальдемар Легень
Вальдемар Легень (пол. Waldemar Legień; нар. 28 серпня 1963, Битом, Польща) — польський дзюдоїст, дворазовий олімпійський чемпіон (1988 та 1992 роки), чемпіон Європи, багаторазовий призер чемпіонатів світу та Європи.

## Виступи на Олімпіадах
| Олімпіада      | Дисципліна | Місце |
| -------------- | ---------- | ----- |
| Сеул 1988      | до 78 кг   | 1     |
| Барселона 1992 | до 86 кг   | 1     |